# Huang Cheng-chi
Huang Cheng-chi (* 15. September 2003) ist ein taiwanischer Leichtathlet, der sich auf den Stabhochsprung spezialisiert hat und der aktuell Inhaber des taiwanischen Landesrekordes ist.

## Sportliche Laufbahn
Erste internationale Erfahrungen sammelte Huang Cheng-chi im Jahr 2023, als er bei den Asienmeisterschaften in Bangkok mit übersprungenen 5,16 m den achten Platz im Stabhochsprung belegte. Ende September belegte er bei den Asienspielen in Hangzhou mit 5,15 m den achten Platz.

## Persönliche Bestleistungen
- Stabhochsprung: 5,35 m, 2. Oktober 2022 in Neu-Taipeh (taiwanischer Rekord)
  - Stabhochsprung (Halle): 5,20 m, 22. März 2023 in Nantou